# Distanz (Film)
Distanz ist ein deutsches Psycho-Drama aus dem Jahr 2009 unter der Regie von Thomas Sieben. Ken Duken spielt darin einen Charakter mit einer schizoiden Persönlichkeitsstörung und produzierte das Projekt zusammen mit Norbert Kneißl und der gemeinsamen Produktionsfirma Grand Hôtel Pictures. Der Film feierte Weltpremiere auf der Berlinale 2009 und kam am 19. August 2010 im Filmverleih der AV Visionen in die deutschen Kinos.

## Handlung
Daniel Bauer, gespielt von Ken Duken, ist ein zurückgezogener Einzelgänger und arbeitet als Gärtner im botanischen Garten. Seine Arbeitskollegen fühlen sich durch seine stoische Verschlossenheit provoziert, sie wissen jedoch nichts von seinen scheinbar unmotivierten Gewaltausbrüchen und dunklen Aktivitäten. Diese bestehen zunächst darin, dass Daniel Steine von einer Autobahnbrücke auf die Fahrbahn wirft und damit einen tödlichen Unfall verursacht. Später entwendet er jedoch ein Jagdgewehr und erschießt in einem Park zwei Menschen. Im Gegensatz zu ihren Kollegen fühlt sich Jana (Franziska Weisz) zu ihm hingezogen. Trotz seiner Abweisungen verliebt sie sich in Daniel und es gelingt ihr, sich ihm zu nähern. Langsam beginnt sich Daniel Jana und der Welt zu öffnen.
Doch auch sie weiß nichts von seinem dunklen Geheimnis. Hinzu kommt, dass die Polizei bereits Ermittlungen aufgenommen und die Eingänge zum Park abgesperrt hat, so dass Daniel das Gewehr schließlich in seiner Wohnung verstecken muss. Jana findet schließlich aus Tagebuchaufzeichnungen Daniels Geheimnis heraus, verspricht jedoch, ihn zu decken. Hierfür gibt sie sich gegenüber der Polizei sogar als seine Frau aus und schafft es auch zunächst, die Kommissare ins Leere laufen zu lassen. Beim Versuch, das Gewehr im botanischen Garten verschwinden zu lassen, kulminiert jedoch Daniels Gewalt. Er schlägt Jana mit dem Gewehrkolben nieder und erschießt sich anschließend selbst.

## Kritiken
Der Film wurde von verschiedenen Kritikern gut aufgenommen:

„Und Ken Duken, diese Kreuzung aus Jack Bauer, Kevin Bacon und Brian Adams, schließt endlich zur ersten Riege hiesiger Schauspieler auf.“

„Stattdessen fokussiert er [Thomas Sieben] sich auf die Beziehung seiner zwei Hauptfiguren, die von starken Hauptdarstellern verkörpert werden. Die Coolness von Ken Duken kontrastiert Franziska Weisz mit einem gehörigen Hauch bürgerlicher Mittelstandsvernünftigkeit, die zeigt: Ich bin die ausgleichende Kraft, der Ruhepol, der das vermeintliche Biest zähmen soll.“

## Festivals und Preise
Der Film eröffnete die Sektion Perspektive Deutsches Kino auf den Internationalen Filmfestspielen Berlin 2009. Auf dem Filmfest Oldenburg wurde er 2009 mit dem German Independence Award als Bester Deutscher Film ausgezeichnet. Einen weiteren Preis, den Best Foreign Feature Film Award, gewann der Film auf dem Lonestar International Film Festival Texas 2009.